# Condado de Lipscomb
O Condado de Lipscomb é um dos 254 condados do Estado americano do Texas. A sede do condado é Lipscomb, e sua maior cidade é Lipscomb.
O condado possui uma área de 2 414 km² (dos quais 0 km² estão cobertos por água), uma população de 3 057 habitantes, e uma densidade populacional de 0,8 hab/km² (segundo o censo nacional de 2000).
O condado foi fundado em 1876.